# Sete Barras
Sete Barras é um município brasileiro do estado de São Paulo. Sua população estimada em 2022 era de 12 730 habitantes. O município é formado somente pelo distrito sede, que inclui o povoado de Ribeirão da Serra.

## Toponímia
O nome Sete Barras vem de uma lenda indígena, na qual um explorador espanhol enterrou sete barras de ouro nas margens do rio Ribeira de Iguape e depois nunca mais foram encontradas por alguém.

## História

### Formação territorial-administrativa
Histórico da formação do município:
- Freguesia criada no município de Iguape pela Lei nº 58, de 21/03/1885.
- Freguesia transferida para o município de Eldorado pela Lei nº 66, de 02/04/1887.
- Distrito criado no município de Iguape pelo Decreto nº 144, de 30/03/1891.
- Distrito transferido para o município de Registro pelo Decreto-Lei nº 14.334, de 30/11/1944.
- Município criado pela Lei nº 5.285, de 18/02/1959.

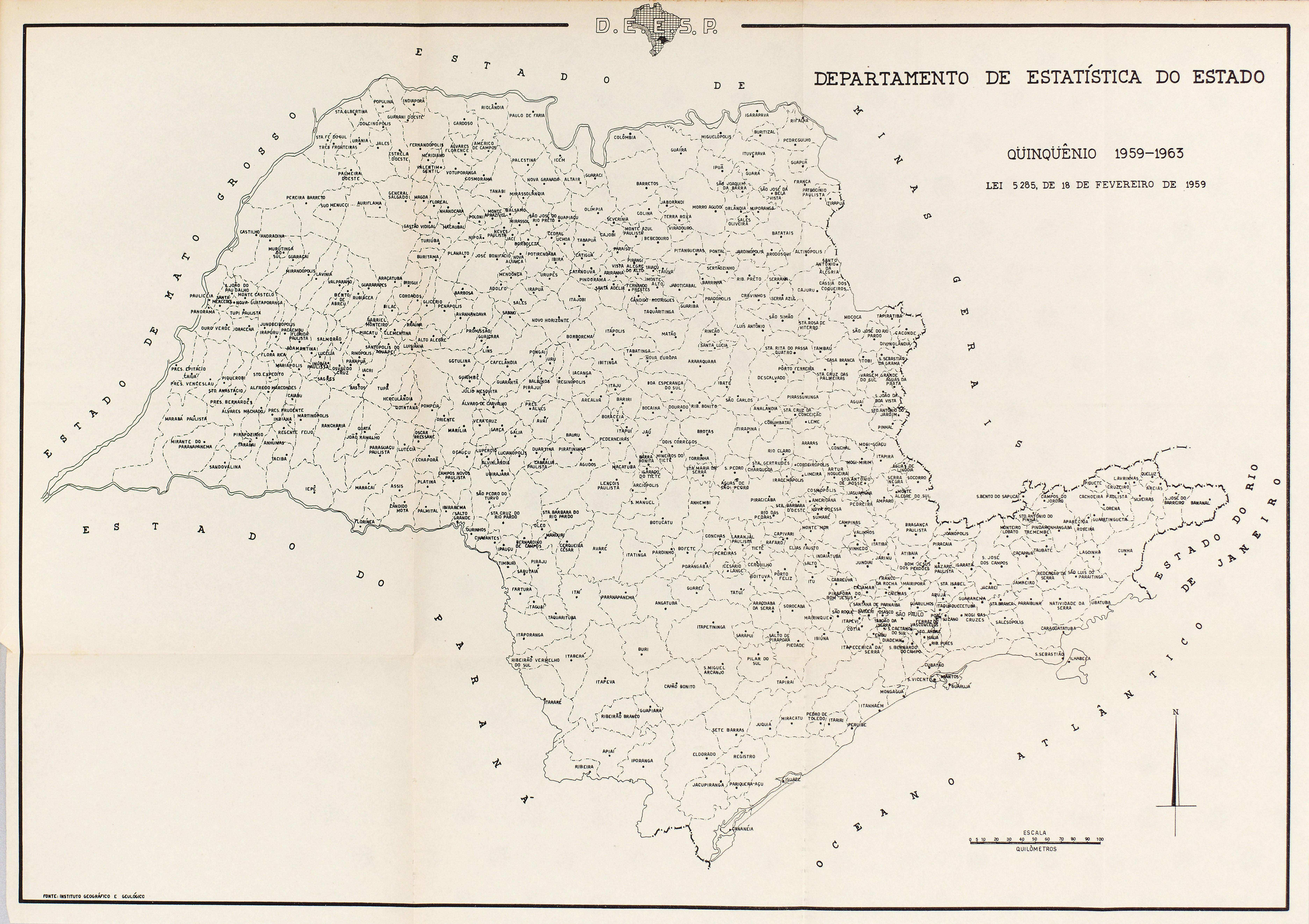
Mapa do estado de São Paulo (1959).

## Geografia
Localiza-se a uma latitude 24º23'16" Sul e a uma longitude 47º55'32" Oeste, estando a uma altitude de 30 metros.

### Hidrografia
- Rio Juquiá
- Rio Ribeira de Iguape
- Rio Preto
- Rio Saibadela
- Rio Etá
- Rio Dois Irmãos
- Rio Ipiranga
- Ribeirão Turvo

### Rodovias
- SP-139
- SP-165

## Demografia

### População
| Crescimento populacional                             | Crescimento populacional | Crescimento populacional | Crescimento populacional |
| Ano                                                  | População Total          |                          | %±                       |
| ---------------------------------------------------- | ------------------------ | ------------------------ | ------------------------ |
| 1960                                                 | 5 886                    |                          | —                        |
| 1970                                                 | 9 223                    |                          | 56,7%                    |
| 1980                                                 | 11 274                   |                          | 22,2%                    |
| 1991                                                 | 12 527                   |                          | 11,1%                    |
| 2000                                                 | 13 714                   |                          | 9,5%                     |
| 2010                                                 | 13 005                   |                          | −5,2%                    |
| 2022                                                 | 12 730                   |                          | −2,1%                    |
| Est. 2024                                            | 12 912                   | [ 10 ]                   | 1,4%                     |
| Fontes: Censos Demográficos IBGE e Estimativas SEADE |                          |                          |                          |

## Política e administração

### Subdivisões
Bairros
- Areadinho
- Areado
- Barra do Ribeirão da Serra
- Cacubo
- Centro
- Conchal Branco
- Conchal Preto
- Dois Irmãos
- Dois Irmãozinhos
- Etaguá
- Etá
- Edel
- Formosa
- Vila São João
- Guapiruvu
- Itopamirim de Cima
- Itopamirim de Baixo
- Ipiranga
- Jaguaruna
- Jardim Ipiranga
- Jardim Nossa Senhora de Aparecida
- Mamparra
- Lambari
- Monjolo
- Onça Parda
- Pracatu
- Raposa
- Rio Preto
- Saibadela
- Santa Cruz
- Jardim Magário
- Vila Soares
- Votupoca
- Nazaré
- 8ª Gleba
- 6ª Gleba
- Tibiriçá

## Economia
A agricultura continua sendo a principal atividade econômica e fonte de renda da população de Sete Barras. As culturas mais presentes nas lavouras de Sete Barras são a banana e o palmito pupunha, que ocupam áreas mais extensas e têm maior relevância do ponto de vista comercial. Atividades de pecuária também são registradas em algumas localidades. A banana, por exemplo, é cultivada em quase todas as regiões do município, por grandes e pequenos produtores. A cultura da banana representa a principal atividade. Grande número de produtores familiares desenvolve agricultura de subsistência. A pecuária é incipiente.

## Infraestrutura

### Comunicações
O sistema de telefones automáticos foi inaugurado na cidade pela Companhia de Telecomunicações do Estado de São Paulo (COTESP) em 1967. Já o sistema de discagem direta à distância (DDD) foi implantado em 1988 pela Telecomunicações de São Paulo (TELESP), com o código de área (0138).
Na década de 90 o código DDD da cidade foi alterado para (013), para padronização do sistema telefônico com a telefonia celular que estava sendo implantada em todo o estado.

## Religião
O Cristianismo se faz presente na cidade da seguinte forma:

### Igreja Católica
- A igreja faz parte da Diocese de Registro.[19]

### Igrejas Evangélicas
Entre as igrejas protestantes históricas, pentecostais e neopentecostais, encontram-se na cidade:
- Assembleia de Deus Ministério do Belém.[22][23]
- Congregação Cristã no Brasil.[24]